# Декада вода за живот
Уједињене нације рекламирајући Светски дан вода прогласиле су период од 2005. до 2015. Међународном Декадом акције, „Вода за живот“.

## Међународна декада акције „Вода за живот“, 2005-2015
Генерална скупштина прогласила је године 2005-2015 као Међународну Декаду акције „Вода за живот“. Примарни циљ акције је да промовише напоре међународног комитета на теми воде и темама које су везане за воду Миленијумски циљеви развоја Уједињених нација до 2015. године.
Декада Воде фокусирана је на охрабривању земаља да наставе са напорима у циљу заштите, коришћења и управљања пијаћом водом на одрживи начин. Активности Декаде Воде су организоване око постојећих централних тема са циљем промовисања одрживог развоја и смањивања сиромаштва: храна, здравље, околина, превенција катастрофа, енергија, међународне воде, оскудица, култура, канализација, загађење и пољопривреди, поштујући посебно улогу жена.
Како би помогло да се остваре међународно договорени циљеви везани за воду који се налази у Миленијумској декларацији Уједињених нација, и Агенде 21 и Јоханесбуршког плана имплементације Светског самита одрживог развоја Декада се фокусира на питањима везаним за воду на свим нивоима и на спровођењу програма и пројеката, као и унапређивање сарадње на свим нивоима.
Декада Воде координирана је од стране УН-Воде, међуагенцијски механизам Уједињених нација и два специфична Декада Воде Програма/Званично су покренути у 2007: 
- УН Програм декаде воде за развој капацитета (UNW-DPC) — Бон, Немачка
- Канцеларија Уједињених нација за подршку Међународне Декаде за акцију „Вода за живот“ 2005-2015 (UNO-IDfA) — Сарагоса, Шпанија

Током прве УН декаде воде у 1981-1990, процењује се да је више од милијарду људи добило приступ безбедној води за пиће.